# Петер Арнц
Петер Арнц (нід. Peter Arntz, нар. 5 лютого 1953, Леут) — нідерландський футболіст, що грав на позиції півзахисника.
Виступав, зокрема, за клуби «Гоу Ехед Іглз» та АЗ, а також національну збірну Нідерландів.

## Клубна кар'єра
У дорослому футболі дебютував 1970 року виступами за команду клубу «Гоу Ехед Іглз», в якій провів шість сезонів, взявши участь у 151 матчі чемпіонату. Більшість часу, проведеного у складі «Гоу Ехед Іглз», був основним гравцем команди.
У 1976 році перейшов до клубу АЗ, за який відіграв 9 сезонів. Граючи у складі «АЗ», також здебільшого виходив на поле в основному складі команди. Завершив професійну кар'єру футболіста виступами за команду «АЗ» у 1985 році.

## Виступи за збірну
У 1975 році дебютував в офіційних матчах у складі національної збірної Нідерландів. Протягом кар'єри у національній команді, яка тривала 7 років, провів у формі головної команди країни лише 5 матчів.
У складі збірної був учасником чемпіонату Європи 1976 року в Італії, на якому команда здобула бронзові нагороди.

## Титули і досягнення
- Чемпіон Нідерландів (1):

«АЗ»:  1980–81
- Володар Кубка Нідерландів (3):

«АЗ»:  1977–78, 1980–81, 1981–82